# Louisa van Gemert
Hendrikus Petrus van Gemert (17 aprile 1905 – 13 dicembre 1992) e 
Louisa Antonia van Gemert, nata de Bruijn (23 dicembre 1915 – ...), sono state due persone olandesi che, durante il secondo conflitto mondiale, nascosero un bambino ebreo nella loro fattoria a Wijchen, salvandolo dalla deportazione.

## Biografia
Henri Hartog Themans nacque ad Amsterdam nel 1938. Fino al 1942, lui e i suoi genitori, ebrei, non rischiavano la deportazione nei campi di sterminio perché il padre David lavorava per il corpo amministrativo dello Judenrat. Nel 1943 il piccolo Henri cominciò ad essere in pericolo e David, per salvare suo figlio, contattò alcune persone per nasconderlo. La dottoressa Albertine van der Bilt, assieme a Paul Terwindt e Elly Mensink, nascosero il bambino dapprima nella casa della madre di Albertine e successivamente lo affidarono a Hendrikus e Louisa van Gemert, una coppia cristiana senza figli, che lo tennero nascosto nella loro fattoria a Wijchen, senza elettricità e acqua corrente. Dal momento che i van Gemert avevano venduto gran parte del loro raccolto, molte persone venivano periodicamente a casa loro. Henri veniva presentato a queste persone come un bambino sopravvissuto ai raid aerei su Rotterdam. Verso la fine del 1943, i tedeschi perquisirono la fattoria in cerca di radio illegali ma, fortunatamente, nessuno notò il bambino. Attraverso la metropolitana, Hendrikus inviava regolarmente delle lettere ai genitori di Henri ma molte di queste vennero distrutte prima che fossero giunte a destinazione per paura che queste venissero intercettate dai nazisti.
Nel settembre del 1944 la zona venne liberata e Henri venne iscritto ad una scuola locale. Continuò a vivere assieme ai van Gemert sino alla definita liberazione dei Paesi Bassi nel maggio del 1945. Il signor Themans rimase in contatto con i van Gemert anche dopo la guerra. 
Il 19 marzo del 1985 Hendrikus e Louisa ricevettero la nomina a Giusti tra le nazioni.